# Onthophagus calcaratus
Onthophagus calcaratus là một loài bọ cánh cứng trong họ Bọ hung (Scarabaeidae).